# I Am What I Am (album de Jerry Lee Lewis)
Pour les articles homonymes, voir I Am What I Am.
Albums de Jerry Lee Lewis
My Fingers Do the Talkin'
(1983) Young Blood
(1995)
I Am What I Am est un album de Jerry Lee Lewis, sorti en 1984.

## Liste des chansons
1. I Am What I Am  (Kenneth Lovelace / Bill Taylor)
2. Only You (And You Alone) (Buck Ram / Ande Rand)
3. Get Out Your Big Roll Daddy (Roger Chapman / Troy Seals)
4. Have I Got a Song for You (Jerry McBee / Ed Penney)
5. Careless Hands (Bob Hilliard / Carl Sigman)
6. Candy Kisses (George Morgan)
7. I'm Looking Over a Four Leaf Clover (Mort Dixon / Harry Woods)
8. Send Me the Pillow That You Dream on
9. Honky Tonk Heart (Bob Morrison)
10. That Was the Way It Was Then (Mickey Newbury)